# 담양우체국
담양우체국(潭陽郵遞局)은 과학기술정보통신부 우정사업본부 전남지방우정청 소속의 우편물 취급기관이다. 전라남도 담양군 담양읍 추성로 1328(지침리 176)에 있다.

## 연혁
- 1906년 12월 1일: 담양우편취급소 개소
- 1965년 12월 30일: 담양우체국 신축이전(담양읍 지침리 176)
- 1971년 12월 15일: 사무관국으로 승격
- 1986년 6월 30일: 담양우체국 개축(지하1층, 지상2층)
- 1992년 12월 31일: 청사증축(3층)
- 1999년 1월 1일: 집배광역화(담양,무정,용면,담양금성,담양봉산,수북,대전,월산)
- 1999년 12월 13일: 집배광역화(창평,담양대덕,담양남면,고서)
- 2019년 4월 1일: 담양남면우체국을 담양가사문학우체국으로 명칭 변경[1]

## 관할 우체국
| 우체국명           | 사진 | 주소                                       | 비고                                        |
| ------------------ | ---- | ------------------------------------------ | ------------------------------------------- |
| 고서우체국         |      | 전라남도 담양군 고서면 가사문학로 316      |                                             |
| 담양가사문학우체국 |      | 전라남도 담양군 가사문학면 가사문학로 1120 | 2019년 4월 1일 담양남면우체국에서 명칭 변경 |
| 담양대덕우체국     |      | 전라남도 담양군 대덕면 대조동1길 1         |                                             |
| 담양금성우체국     |      | 전라남도 담양군 금성면 석현길 8            |                                             |
| 담양대전우체국     |      | 전라남도 담양군 대전면 추성1로 192         |                                             |
| 담양봉산우체국     |      | 전라남도 담양군 봉산면 신학길 41-2         |                                             |
| 무정우체국         |      | 전라남도 담양군 무정면 술지1길 8           |                                             |
| 수북우체국         |      | 전라남도 담양군 수북면 추성1로 711         |                                             |
| 용면우체국         |      | 전라남도 담양군 용면 추월산로 376          |                                             |
| 월산우체국         |      | 전라남도 담양군 월산면 도개길 15-51        |                                             |
| 창평우체국         |      | 전라남도 담양군 창평면 의병로 149          |                                             |